# Ингерманландский 10-й гусарский полк
10-й гусарский Ингерманландский Его Королевского Высочества Великого Герцога Саксен-Веймарского полк, с 26.07.1914 — 10-й гуса́рский Ингерманла́ндский полк — кавалерийская воинская часть Русской императорской армии. С 1875 по 1918 год входил в состав 10-й кавалерийской дивизии.
Старшинство полка — с 27 июля 1704 года.
Полковой праздник — 27 ноября, иконы Божьей Матери «Знамение».

## Места дислокации
- 1820 — г. Остер Черниговской губернии[2].

## История

### Императорская армия
- 27 июля 1704 года в Москве боярином Т. Н. Стрешневым сформирован из московских и городовых дворянских недорослей 10-ротный Ингерманландский драгунский полк.
- 08.1704 — по приходе в Нарву назван в честь его первого полковника губернатора Ингерманландской провинции Александра Даниловича Меншикова, Ингерманландским драгунским Александра Даниловича Меншикова полком.
- 1705 — Ингерманландский драгунский полк Александра Даниловича Меншикова стал именоваться Ингерманландским драгунским Ингерманландского губернатора и генерала от кавалерии князя Александра Даниловича Меншикова полком, причём к нему была приформирована одиннадцатая рота — гренадерская.
- 1709 — 11-я рота отделена от полка.
- До 1709 года находился на северном театре военных действий Северной войны; в 1709 году присоединился к главной армии и участвовал в Полтавской битве.
- 25.03.1762 — драгунский генерал-майора Мельгунова полк.
- 05.06.1762 — Ингерманландский драгунский полк.
- 14.01.1763 — Ингерманландский карабинерный полк.
- 29.11.1796 — Ингерманландский драгунский полк.
- 31.10.1798 — драгунский генерал-майора графа Кинсона полк.
- 14.09.1800 — драгунский генерал-майора Хомякова полк.
- 31.03.1801 — Ингерманландский драгунский полк.
- 14.12.1826 — Ингерманландский гусарский полк.
- 30.03.1841 — Гусарский Наследного Гросс-Герцога Саксен-Веймарского полк.
- 09.07.1853 — Гусарский Гросс-Герцога Саксен-Веймарского полк.
- 19.03.1857 — Ингерманландский Гусарский Гросс-Герцога Саксен-Веймарского полк.
- 16.05.1858 — Ингерманландский Гусарский Великого Герцога Саксен-Веймарского полк.
- 25.03.1864 — 10-й гусарский Ингерманландский Великого Герцога Саксен-Веймарского полк.
- 18.08.1882 — 30-й драгунский Ингерманландский Великого Герцога Саксен-Веймарского полк
- 09.01.1901 — 30-й драгунский Ингерманландский полк.
- 06.12.1907 — 10-й гусарский Ингерманландский полк.
- 18.12.1907 — 10-й гусарский Ингерманландский Его Королевского Высочества Великого Герцога Саксен-Веймарского полк.
- 26.07.1914 — 10-й гусарский Ингерманландский полк.
- Полк отличился в Первой мировой войне. Активно и успешно действовал в Галицийской битве 1914 г.[3], Заднестровском сражении в апреле - мае 1915 г.[4][5], майском наступлении 9-й армии 1916 г.[6]

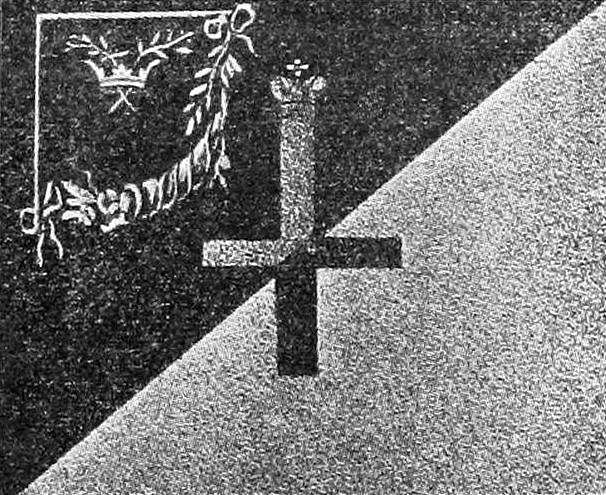
Знамя Ингерманландского гусарского полка (1712—1727 гг.)

### Белое движение
- Летом 1918 года несколько офицеров, вывезших из Чугуева Петровский штандарт полка, объединились в отдельный Разведывательный эскадрон (командир — ротмистр Тихонравов) при штабе 1-й конной дивизии генерала Врангеля.
- После нескольких боев эскадрон был развернут в дивизион, которому 30 октября 1918 года было присвоено имя Ингерманландского гусарского.
- В ноябре 1918 года дивизион был перебазирован в Мариуполь.
- 1 июля 1919 года дивизион был развернут в Ингерманландский гусарский полк в составе четырёх гусарских эскадронов, эскадрона Новгородских драгун и эскадрона Одесских улан. Командиром полка был назначен произведенный в полковники Тихонравов.
- Осенью 1919 года за большой убылью личного состава полк был вновь сведён в дивизион и включён в 1-й конный полк бригады генерала Барбовича.
- В декабре 1919 года ротмистр Ю. В. Яновский сформировал в Крыму отдельный Ингерманландский дивизион из числа ингерманландцев, оказавшихся на полуострове.
- 22 марта 1920 года дивизион в составе бригады Барбовича отбыл из Новороссийска в Крым на пароходе «Аю-Даг».
- В Крыму оба дивизиона слились и вошли тремя эскадронами в состав 5-го (затем 1-го) Конного полка бригады Барбовича.
- 1 ноября 1920 года отплыл с остатками Русской армии из Крыма в Галлиполи, где вошёл в состав 1-го кавалерийского полка, сведенного из 1-й кавалерийской бригады.
- Личный состав дивизиона участвовал в охране югославской границы и дорожных работах.
- В апреле 1927 года дивизион был распущен.

## Форма 1914 года
Общегусарский. Доломан, тулья, шлык, околыш, погоны, варварки, выпушка, клапан пальто, шинели — светло-синий, металлический прибор — золотой.

### Флюгер
Цвета: верх — светло-синий, полоса — жёлтый, низ — светло-синий.

## Знаки отличия
1. полковой штандарт с Александровской юбилейною лентой
2. георгиевские трубы.

## Шефы
- 27.07.1704 — 16.02.1727 — князь Меншиков, Александр Данилович
- 25.04.1762 — 05.07.1762 — генерал-поручик Мельгунов, Алексей Петрович
- 03.12.1796 — 20.09.1797 — генерал-майор Поливанов, Юрий Игнатьевич[7]
- 20.09.1797 — 13.02.1798[8] — генерал-майор Олсуфьев, Сергей Адамович
- 13.02.1798 — 14.09.1800 — генерал-майор (с 25.01.1800 генерал-лейтенант) граф Кинсона, Осип Осипович (Октавий)[фр.]
- 14.09.1800 — 26.02.1803 — генерал-майор Хомяков, Григорий Афанасьевич
- 26.02.1803 — 23.04.1806 — генерал-майор князь Одоевский, Иван Сергеевич
- 23.07.1806 — 01.09.1814 — полковник (с 12.12.1807 генерал-майор) Панчулидзев, Семён Давыдович
- 30.03.1841 — 09.01.1901 — великий герцог Саксен-Веймарский Карл-Александр
- 18.12.1907 — 26.07.1914 — великий герцог Саксен-Веймарский Вильгельм-Эрнст

## Командиры
- 25.10.1704 — хх.хх.1705[9] — премьер-майор Унгор, Николай
- 10.05.1705 — хх.хх.1710[10] — премьер-майор (затем полковник) Дедют, Симон
- хх.хх.1710 — хх.хх.1712 — полковник Меер, Иван
- хх.хх.1712 — хх.хх.1713 — полковник Нейчиц, Иван
- хх.хх.1713 — 01.01.1726 — полковник Шереметев, Василий Петрович
- 13.01.1726 — хх.хх.1728 — полковник Тургенев, Иван (Миронович?)
- хх.хх.1728 — 03.03.1734 — полковник Чебышёв, Пётр Васильевич
- 10.04.1734 — 01.01.1738 — полковник фон Вейсбах, Карл
- 05.08.1738 — хх.хх.1741 — полковник (с 05.02.1739 генерал-майор) Даревский, Франц
- 25.09.1741 — 25.12.1755 — полковник (с 25.04.1752 бригадир) Костюрин, Фёдор Иванович
- 25.12.1755 — 03.03.1763 — полковник Смирной, Никита Иванович
- 17.04.1763 — 26.11.1764 — полковник Лачинов, Василий Петрович
- 26.11.1764 — хх.хх.1767 — полковник фон Формилен, Егор
- 22.09.1767 — хх.хх.1769 — полковник Кругликов, Венедикт Александрович
- 01.01.1770 — 15.04.1774 — полковник Норов, Дмитрий Автомонович
- 04.09.1774 — 18.12.1775 — полковник Жихарев, Степан Данилович
- 18.12.1775 — 05.11.1778 — бригадир князь Мещерский, Алексей Степанович
- 29.12.1778 — 18.08.1784[10] — полковник (с 03.07.1784 бригадир) Розенберг, Фёдор Григорьевич
- 03.01.1785 — 26.04.1790 — полковник (с 21.04.1789 бригадир) Васильчиков, Григорий Алексеевич
- 28.06.1790 — 19.03.1793 — полковник граф Толстой, Дмитрий Александрович
- 23.03.1793 — 20.04.1797 — полковник (с 01.01.1795 бригадир) Бардаков, Пётр Григорьевич
- 20.04.1797 — 18.03.1798 — полковник Фридериций, Пётр Иванович
- 18.03.1798 — 15.04.1799 — полковник Воинов, Александр Львович
- 21.05.1799 — 04.06.1800 — майор (с 21.10.1799 подполковник) фон Викен, Генрих Иванович
- 26.07.1800 — 21.05.1803 — полковник граф Кинсона, Виктор Осипович[фр.]
- 07.08.1803 — 27.07.1804 — подполковник фон Викен, Генрих Иванович
- 27.07.1804 — 07.05.1807 — полковник Кологривов, Иван Семенович
- 07.05.1807 — 23.10.1811 — подполковник Шатилов, Матвей Яковлевич
- 23.10.1811 — 06.12.1816 — полковник Аргамаков, Иван Васильевич
- 06.12.1816 — 16.03.1819 — полковник Семека, Савва Яковлевич
- 16.03.1819 — 03.03.1823 — полковник Друвиль, Каспер Иванович
- 03.03.1823 — 14.04.1829 — полковник Гельд, Адольф Адамович
- 21.04.1829 — 05.05.1830[11] — подполковник Краммер, Лев Фёдорович
- 23.07.1830 — 28.11.1843 — подполковник (с 01.03.1833 полковник, с 08.09.1843 генерал-майор) Владиславлевич, Григорий Васильевич
- 28.11.1843 — 16.02.1851 — полковник (с 06.12.1850 генерал-майор) Вейс, Карл Богданович
- 16.02.1851 — 25.02.1852 — полковник Куколевский, Иосиф Михайлович
- 25.02.1852 — 29.03.1855 — полковник (с 11.04.1854 генерал-майор) Бутович, Андрей Алексеевич
- 29.03.1855 — 20.08.1857 — полковник (с 26.08.1856 генерал-майор) Декинлейн, Михаил Константинович
- 20.08.1857 — хх.хх.1857 — полковник Трувеллер, Рихард Иванович
- хх.хх.1857 — 14.03.1860 — полковник Свиягин, Сергей Митрофанович
- 14.03.1860 — 04.02.1863 — полковник барон фон Торнау, Фёдор Фёдорович
- 04.02.1863 — 14.05.1871 — полковник Энгельфельд, Болеслав Сергеевич
- 14.05.1871 — хх.хх.1878 — полковник Загряжский, Иван Александрович
- 25.03.1878 — 04.03.1884 — полковник фон Оффенберг, Александр Фёдорович
- 23.03.1884 — 03.02.1892 — полковник фон Гринвальд, Артур-Отто-Мориц Александрович
- 12.03.1892 — 19.08.1896 — полковник Сыкалов, Евгений Александрович
- 19.08.1896 — 25.01.1902 — полковник Верёвкин, Михаил Николаевич
- 16.04.1902 — 26.12.1903 — полковник Горленко, Илиодор Михайлович
- 07.02.1904 — 20.12.1906 — полковник Тулубьев, Василий Никанорович
- 21.12.1906 — 13.05.1910 — полковник Марков, Владимир Евгеньевич
- 27.05.1910 — 29.05.1913 — полковник (с 14.04.1913 генерал-майор) Максимовский, Николай Николаевич
- 20.06.1913 — 23.07.1914 — полковник Асеев, Михаил Васильевич
- 23.07.1914 — 28.05.1915 — полковник Богородский Александр Александрович
- 03.06.1915 — 11.06.1916 — полковник Приходкин, Дмитрий Дмитриевич
- 13.07.1916 — 19.05.1917 — полковник Чеславский, Василий Владимирович
- 04.05.1917 — хх.01.1918 — полковник Барбович, Иван Гаврилович
- полковник Пальшау, Борис Григорьевич
- полковник Синегуб, Валентин Константинович
- 01.07.1919 — 1919 — полковник Тихонравов, Михаил Иванович